# Systematisierte Nomenklatur der Medizin
Die Systematisierte Nomenklatur der Medizin (SNOMED) (englisch Systematized Nomenclature of Medicine) ist eine Familie medizinischer Terminologiesysteme. Ursprünglich als Nomenklatur konzipiert (wovon sich nach wie vor ihr Namen ableitet) ist die neueste – und derzeit einzige weiter gepflegte – Version SNOMED CT am ehesten als ontologiebasierter Terminologiestandard zu charakterisieren
Ziel aller SNOMED-Versionen ist die Bereitstellung einer Sprache, welche klinische Inhalte unabhängig ihrer Ursprungssprache weitgehend eindeutig und möglichst präzise repräsentiert. Hierdurch sollen Suchanfragen mit hohem Recall (Vollzähligkeit) und hoher Präzision beantwortet werden können.

## Geschichte
SNOMED hat seine Ursprünge in SNOP, der Systematized Nomenclature of Pathology. 1974 wurde eine erste SNOMED-Testversion vom College of American Pathologists (CAP) herausgegeben. Die Erweiterung zu SNOMED II wurde 1979 veröffentlicht, gefolgt von einem Update 1982. SNOMED II wurde für den deutschsprachigen Raum von Friedrich Wingert angepasst und erweitert und im Jahr 1984 publiziert – daher hat SNOMED II im deutschsprachigen Raum auch heute noch eine gewisse Bedeutung. Nach dem Tod von Friedrich Wingert gingen die Rechte an der deutschen Version von SNOMED II an die Friedrich-Wingert-Stiftung über. 1993 wurde SNOMED 3 herausgegeben, die auch als SNOMED International bekannt ist und erstmals die Veterinärmedizin einbezog. Im Jahr 1997 wurden die LOINC-Kodes vollständig in SNOMED integriert. 1998 erschien SNOMED 3.5 (12 Achsen). Mit dem Update zu SNOMED RT (Reference Terminology) im Jahr 2000 wurden die Grundlagen zur formalen Begriffsrepräsentationen geschaffen. Eine erhebliche Erweiterung erfuhr SNOMED RT 2002 durch die Erweiterung um die sog. Read-Kodes (auch Clinical Terms genannt) des National Health Service (NHS) in Großbritannien. Die fusionierte Nomenklatur wurde SNOMED CT (Clinical Terms) genannt. Ende 2003 wurde SNOMED CT in das Unified Medical Language System (UMLS) integriert. Seit April 2007 liegen die Rechte an SNOMED CT bei der International Healthcare Terminology Standards Development Organization (IHTSDO). Diese nennt sich seit 2016 SNOMED International. Sie veröffentlicht SNOMED CT in Englisch und Spanisch. Übersetzte Versionen existieren für die dänische und die schwedische Sprache. Andere Übersetzungsprojekte (Niederländisch, Französisch) sind im Gange. Eine offizielle deutsche Version existiert nicht.

## Versionen

### SNOMED II
SNOMED II enthält 7 Achsen mit jeweils eigenem systematischem Bezugssystem (Topographie T, Morphologie M, Ätiologie E, Funktion F, Krankheit D, Arbeit J, Prozedur P), innerhalb der Achsen sind die Deskriptoren hierarchisch strukturiert. Des Weiteren enthält SNOMED II Synonyme und Querverweise auf andere Achsen. Die deutsche Fassung enthält etwa 81.000 Einträge.
Notation: Achsenbezeichner (bsp. T) und duodezimale, fünfstellige Zahl (wobei X = 10, Y = 11), (bsp. T8X500, F80000)
Weiterhin existieren Qualifier: FH (Familienvorgeschichte), CC (Hauptbeschwerde), SD (Verdachtsdiagnose) etc. (bsp. FH D73450)

### SNOMED 3 (SNOMED International)
Für SNOMED 3 wurden die bisherigen Achsen der SNOMED weiter aufgeteilt bzw. neue Achsen eingerichtet, so dass SNOMED 3 insgesamt 11 Achsen mit ca. 150.000 Einträgen vorweisen kann. Statt duodezimaler Notation wurde die aus dem EDV-Bereich bekannte hexadezimale Notation verwendet. Erstmals ermöglichte SNOMED 3 Kreuzverweise zur ICD-9. Von SNOMED 3 existieren Übersetzungen in ca. zehn Sprachen. Eine deutsche Übersetzung war zwar geplant, wurde aber nie realisiert.

### SNOMED CT
SNOMED CT wird von der internationalen Standardisierungsorganisation SNOMED International herausgegeben, engmaschig gepflegt und mit anderen Standards kompatibel gemacht. Auf die Auflösung des Namens SNOMED wird verzichtet, da SNOMED CT nicht mehr als Nomenklatur, dafür aber als Terminologiestandard betrachtet wird. Bedeutungstragende Einheiten werden in SNOMED CT als Konzepte bezeichnet. Jedes Konzept ist durch einen Fully Specified Name, z. B. Pharyngitis (disorder), einen Kode, z. B. 405737000, formale und z. T. textuelle Definitionen charakterisiert. Dazu kommen synonyme Terme. Alle Terme werden als Descriptions bezeichnet.
Jedes Konzept ist über Relationships (Beziehungen) in das semantische Netz eingebettet. Derzeit existieren mehr als 1 Mio. Beziehungen zwischen Konzepten.
Von SNOMED CT existieren Übersetzungen in verschiedene Sprachen. Für einige Sprachen liegen vollständige Übersetzungen vor (Schwedisch, Dänisch), Teilübersetzungen von SNOMED CT für weitere Sprachen (Französisch, Niederländisch, Spanisch); für einige Länder wurden nationale Erweiterungen vorgenommen (Australien, Kanada, USA, Dänemark, Niederlande, Spanien, Schweden, U.K.). Die offiziellen Übersetzungen können nur von Mitgliedsländern veröffentlicht werden.
Eine offizielle deutsche Übersetzung existiert nicht. Ein Teil von SNOMED CT wurde im Jahr 2003 von einer privaten Organisation ins Deutsche übersetzt und veröffentlicht, diese Version wurde seither jedoch nicht mehr gepflegt und ist daher veraltet.
Laut des Bundesinstituts für Arzneimittel und Medizinprodukte (BfArM) ist Deutschland seit dem 1. Januar 2021 Mitglied von SNOMED International. Das BfArM unterstützt neben der Verteilung von SNOMED-CT-Affiliate-Lizenzen eine 2020 im D-A-CH-LUX Bereich gegründete Arbeitsgruppe mit dem Ziel, eine abgestimmte deutschsprachige Referenzübersetzung auf den Weg zu bringen.

## Kritik
SNOMED liefert mit den beschriebenen 7 (SNOMED II) bis 11 (SNOMED 3) Achsen eine mehrfach weitgehend orthogonale Klassifikation. Deren Zusammenhang mit den für die Abrechnung vorgegebenen Klassifikationen ICD, OPS und DRG ist in allen bekannten Produkten der Informationstechnik schwach ausgeprägt.
Ohne dass der Zusammenhang zwischen den pflichtweise zu verwendenden Klassifikationen (ICD, OPS und DRG) und einer besten denkbaren medizinischen Klassifikationsmethodik verstärkt wird, bleibt jede weitere Klassifikation eben nur eine von Vielen.
Insbesondere bleibt der Verdacht, dass wissenschaftlich fundierte Vollständigkeit und praktische Nützlichkeit nicht dieselben Zielkriterien bedienen. Wenn eine deutsche Übersetzung mehrfach geplant war, aber nicht einmal vom staatlich finanzierten DIMDI binnen mehr als vier Dekaden nach der ersten Definition von SNOMED (1974) realisiert wurde, besteht die Möglichkeit, dass die deutschen Interessengruppen erneut eine Übernahme aus Australien (DRG, ICHI) oder den Niederlanden (OPS) zulassen müssen, aber auch künftig keine eigene Ausprägung zustande bringen. Voraussetzung ist jedoch die Einbindung von SNOMED in einen produktiven Zusammenhang mit der klinischen Routine.